# Vilma Arêas
Vilma Arêas (Campos dos Goytacazes, 1936) é uma escritora e ensaísta brasileira.
Estreou como ficcionista em 1976, publicando o livro de contos Partidas. Ainda como contista, escreveu  A terceira perna (1992, vencedor do Prêmio Jabuti da categoria), Trouxa frouxa (2000) e Vento sul (2011, prêmio Alejandro José Cabassa da União Brasileira de Escritores). É autora também do livro infantil Aos trancos e relâmpagos (1988).
Professora do departamento de teoria literária do Instituto de Estudos da Linguagem da Unicamp, é uma estudiosa da obra de Clarice Lispector, sobre a qual escreveu Clarice Lispector com a ponta dos dedos (2005, prêmio APCA na categoria Literatura).

## Obras
- Canção dos neurónios (1972)
- Partidas (1976)
- Na tapera de Santa Cruz: uma leitura de Martins Pena (1987)
- A terceira perna (1992)
- Aos trancos e relâmpagos (1998)
- Iniciação à comédia (1990)
- Clarice Lispector: com a ponta dos dedos (2005)
- Vento sul: ficções (2011)